# Vector (biologia)

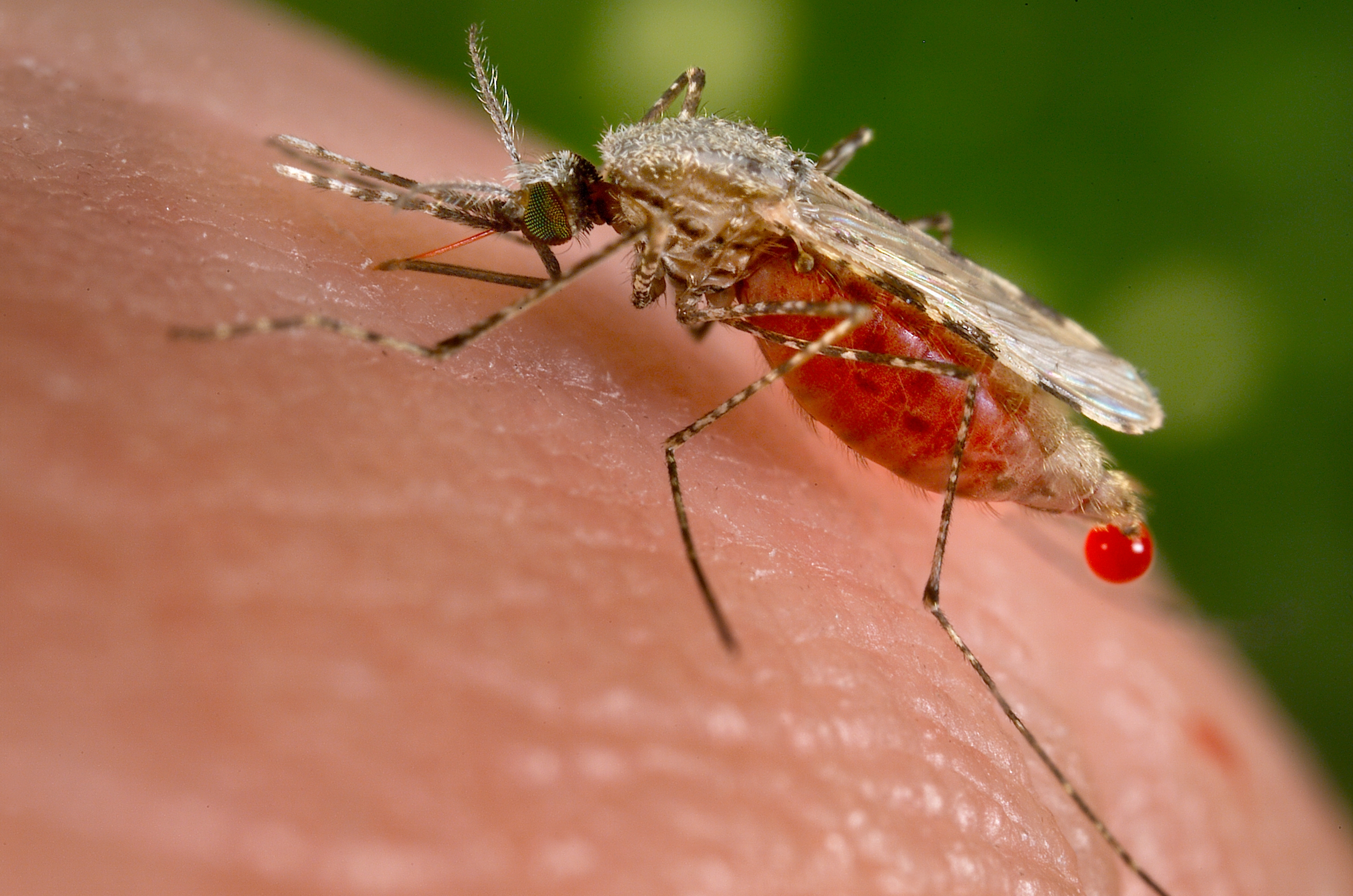
Un mosquit poc després d'obtenir sang d'un humà (observeu que la gota de plasma sanguini s'expulsa a mesura que el mosquit es treu l'excés d'aigua). Els mosquits són un vector per a diverses malalties, com per exemple la malària.

En epidemiologia, un vector de malaltia és qualsevol agent que transporti i transmeti un agent patogen a un altre organisme viu. La majoria dels agents considerats vectors són organismes, que actuen com a paràsits o microbis, però poden ser un mitjà d'infecció inanimat com ara partícules de pols.

## Artròpodes

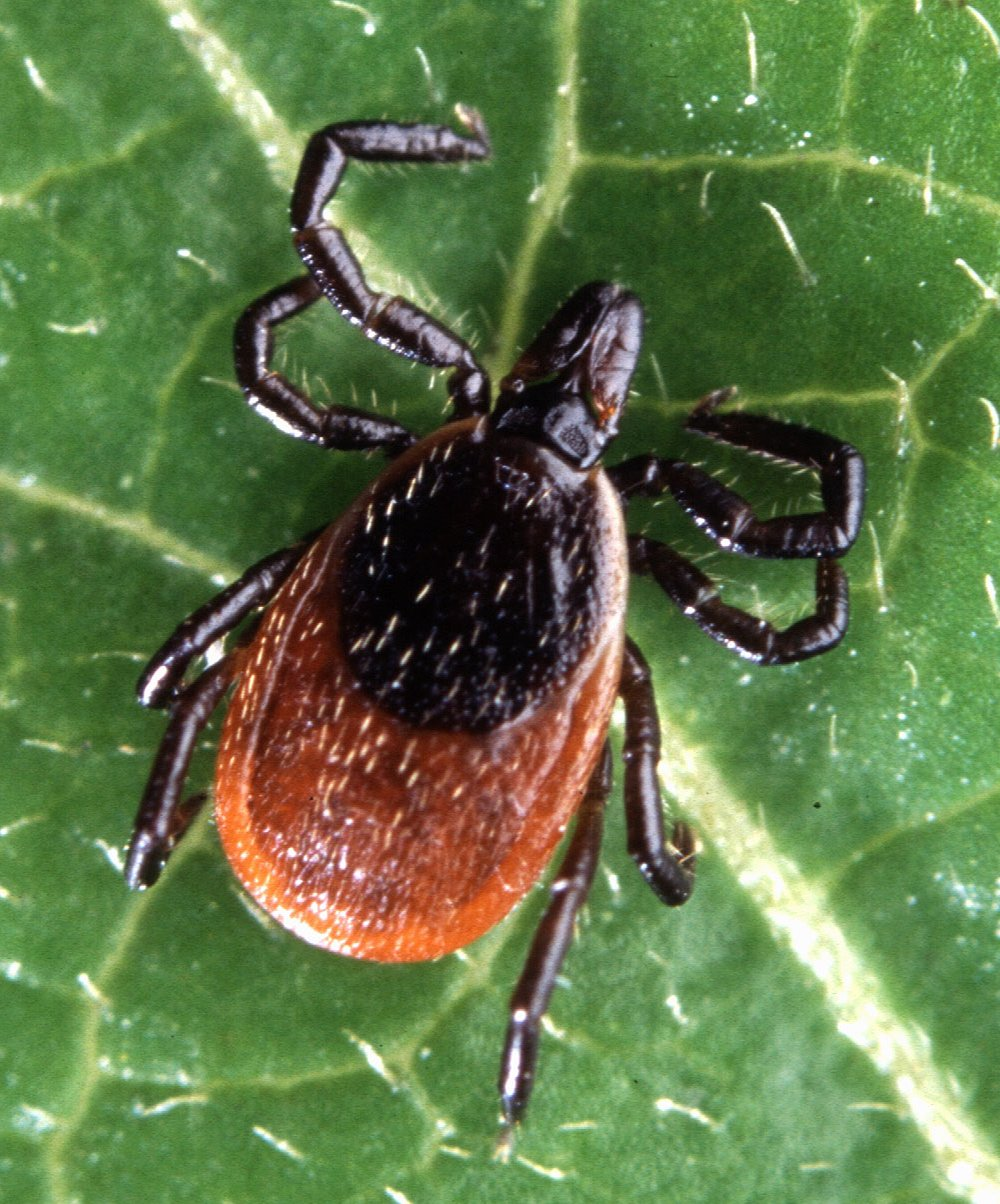
El Ixodes scapularis, un vector per als patògens de la malaltia de Lyme.

Els artròpodes formen un grup important de vectors patògens amb mosquits, mosques, mosques de sorra, polls, puces, paparres i àcars que transmeten un gran nombre de patògens. Molts d'aquests vectors són hematòfags, que s'alimenten de sang en algunes o totes les etapes de la seva vida. Quan els insectes s'alimenten de sang, el patogen entra al flux sanguini de l'hoste. Això pot succeir de diferents maneres.
El mosquit Anopheles, un vector per a la malària, la filariosi i diversos virus dels artròpodes (arbovirus), insereix la seva delicada part bucal sota la pell i s'alimenta de la sang del seu hoste. Els paràsits que porten el mosquit es troben generalment a les glàndules salivals (utilitzades per mosquits per anestesiar l'hoste). Per tant, els paràsits es transmeten directament al flux sanguini de l'hoste. Els agents vectors que s'alimenten en bassals com la mosca de sorra i la mosca negra, són patògens que causen la leishmaniosi i l'oncocercosi. Aquests masteguen la pell de l'hoste, formant una petita bassa de sang de la qual s'alimenten. Els paràsits de Leishmania infecten després l'hoste a través de la saliva de la mosca de la sorra. El gènere de paràsits onchocerca forcen la seva pròpia sortida del cap de l'insecte cap a la bassa de sang.
Els insectes triatomins són els encarregats de la transmissió d'un tripanosoma, Trypanosoma cruzi, que causa la malaltia de Chagas. Els insectes triatomins durant el procés d'alimentació i excrecció dispersaran els paràsits que de forma accidental s'incorporen a la ferida oberta de l'hoste que respon al dolor i a la irritació de la picada.

## Plantes i fongs
Algunes plantes i fongs actuen com a vectors de diversos patògens. Per exemple, la malaltia de vena grossa de l'enciam es creia que era causada per un membre de la divisió de fongs Chytridiomycota, és a dir, Olpidium brassicae. Amb el temps, la malaltia va resultar ser vírica. Més tard es va difondre que el virus es transmetia per les zoòspores del fong i també va sobreviure a les espores en repòs. Des d'aleshores, s'han demostrat que molts altres fongs de la Chytridiomycota són virus vectors en plantes.
Moltes plagues de plantes que malmeten greument els conreus importants depenen d'altres plantes. Sovint son males herbes, per acollir-les o vectoritzar-les. La distinció no sempre és clara. En el cas de Puccinia graminis, per exemple, els berberis i gèneres relacionats, actuen com a hostes alternatius en un cicle d'infecció del gra.
Més directament, quan s'infecten d'una planta a una altra, s'ha demostrat que les plantes parasitàries com Cúscuta i Cassytha transmeten malalties fitoplasmals i víriques entre plantes.

## Organització Mundial de la Salut i malalties transmeses per vectors
L'Organització Mundial de la Salut (OMS) afirma que el control i la prevenció de malalties transmeses de vectors emfatitza la "Gestió Integrada de Vectors (GIV)", que és un enfocament que mira els vincles entre salut i medi ambient, optimitzant els beneficis per a tots dos. 
L'abril de 2014, l'OMS va llançar una campanya anomenada «Petita mossegada, gran amenaça» per educar la gent sobre malalties transmeses per vectors. L'OMS va emetre informes que indicaven que les malalties transmeses per vectors afecten persones pobres. Especialment les persones que viuen en zones que no tenen un nivell de vida adequat de sanejament, aigua potable i habitatge.

## Malalties zoonòtiques i activitat humana
Diversos articles, recents a principis del 2014, adverteixen que les activitats humanes estan propagant malalties zoonòtiques transmeses per vectors.  Es van publicar diversos articles a la revista The Lancet, i es discuteix com els canvis ràpids en l'ús de la terra, la globalització comercial i els "problemes socials" estan provocant un ressorgiment de malalties zoonòtiques a tot el món.
Entre els exemples de malalties zoonòtiques generades per vectors, es destaquen:
- Malaltia de Lyme
- Pesta
- Virus del Nil Occidental

Molts factors afecten la incidència de malalties transmeses per vectors. Aquests factors inclouen els animals que acullen la malaltia, els vectors i les persones.

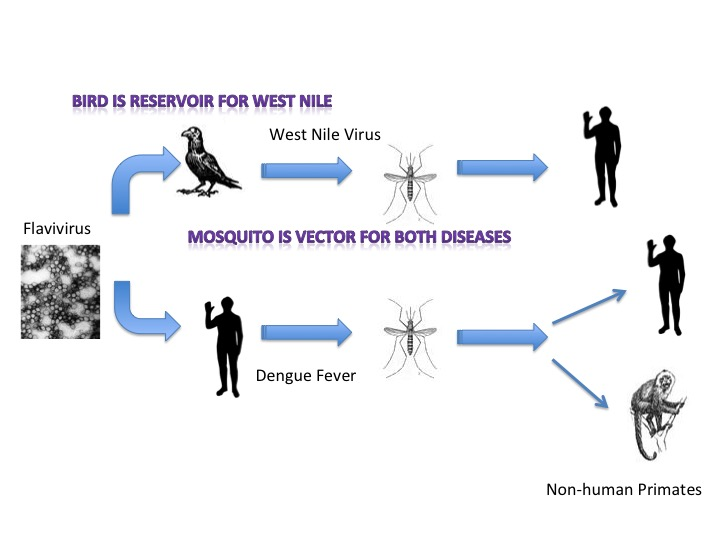
Figura 1. Aquesta figura mostra com el Flavivirus és portat per mosquits al virus del Nil Occidental i a la febre del Dengue. El mosquit seria considerat un vector de malaltia.